# Miedzichowo (gromada)
Miedzichowo – dawna gromada, czyli najmniejsza jednostka podziału terytorialnego Polskiej Rzeczypospolitej Ludowej w latach 1954–1972.
Gromady, z gromadzkimi radami narodowymi (GRN) jako organami władzy najniższego stopnia na wsi, funkcjonowały od reformy reorganizującej administrację wiejską przeprowadzonej jesienią 1954 do momentu ich zniesienia z dniem 1 stycznia 1973, tym samym wypierając organizację gminną w latach 1954–1972.
Gromadę Miedzichowo z siedzibą GRN w Miedzichowie utworzono – jako jedną z 8759 gromad na obszarze Polski – w powiecie nowotomyskim w woj. poznańskim, na mocy uchwały nr 30/54 WRN w Poznaniu z dnia 5 października 1954. W skład jednostki weszły obszary dotychczasowych gromad Lubień, Łęczno, Miedzichowo, Prądówka i Zachodzko, ponadto miejscowości Szklarka Trzcielska, Trzciel (odb.) i Stary Folwark z dotychczasowej gromady Stary Folwark, oraz miejscowość Zawada z dotychczasowej gromady Błaki oraz miejscowość Sępolno z dotychczasowej gromady Sępolno – ze zniesionej gminy Miedzichowo w tymże powiecie. Dla gromady ustalono 15 członków gromadzkiej rady narodowej.
1 stycznia 1960 do gromady Miedzichowo włączono obszar zniesionej gromady Jabłonka Stara oraz miejscowości Błaki i Węgielnia ze zniesionej gromady Grudna w tymże powiecie.
31 grudnia 1971 do gromady Miedzichowo włączono miejscowości Bolewicko i Grudna ze zniesionej gromady Bolewice w tymże powiecie.
Gromada przetrwała do końca 1972 roku, czyli do kolejnej reformy gminnej. 1 stycznia 1973 w powiecie nowotomyskim reaktywowano gminę Miedzichowo.